# Wallerholz

Schema eines Wallerholzes

Ein Wallerholz ist ein Gerät, mit dem Welse beim Angeln zum Anbeißen provoziert werden sollen. Das Wallerholz wird ins Wasser eingetaucht, wobei durch einen Lufteinschluss ein Geräusch ähnlich des Öffnens einer Weinflasche entsteht. Der Ton soll bei Welsen einen Instinkt auslösen, einen Störer anzugreifen, in diesem Fall den im Wasser hängenden Köder. Wallerhölzer werden auch aus Metall oder Plastik hergestellt. 
Über den tatsächlichen Nutzen des Wallerholzes beim Welsangeln und den beschriebenen Wirkmechanismus liegen keine Untersuchungen vor.